# Acyperas aurantiacella
Acyperas aurantiacella är en fjärilsart som beskrevs av George Francis Hampson 1901. Acyperas aurantiacella ingår i släktet Acyperas och familjen mott. Inga underarter finns listade i Catalogue of Life.